# دیوبند (شهر)
دیوبند (شهر) (به انگلیسی: Deoband) یک منطقهٔ مسکونی در هند است که در Saharanpur district واقع شده‌است.

## خصوصیات
دیوبند ۸۱٬۷۰۶ نفر جمعیت دارد و ۲۵۶ متر بالاتر از سطح دریا واقع شده‌است.